# Takvam Station
Takvam Station (Takvam holdeplass) er en tidligere jernbanestation på Bergensbanen, der ligger i bydelen Arna i Bergen kommune i Norge.
Stationen blev oprettet som trinbræt 11. december 1966 som erstatning for Herland Station, der blev nedlagt, da Herlandtunnelen blev taget i brug. Stationen var ubemandet og havde hverken stationsbygning eller krydsningsspor. Den havde imidlertid en lille parkeringsplads med plads til tre til fem biler. Perronen havde grusbelægning og et læskur.
Stationen blev betjent af lokaltog på strækningen mellem Bergen, Voss og Myrdal indtil 9. december 2012, hvor betjeningen af stationen ophørte. Stationen var så lille, at selv de fleste af lokaltogene ikke stoppede der. I stedet blev den kun betjent mandag-fredag af to tog mod Bergen om morgenen og to mod Voss om eftermiddagen.